# 大統領の堕ちた日
『大統領の堕ちた日』（だいとうりょうのおちたひ、原題：Winter Kills）は1979年製作・公開のアメリカ映画。エリザベス・テイラーやアンソニー・パーキンス、ジョン・ヒューストンと日本の三船敏郎が出演している。
ケネディ大統領暗殺事件をモチーフとしているが、公開時はわずか数日で上映中止となり、日本での劇場公開はなかった。ビデオやDVDがリリースされている。

## ストーリー
大統領のキーガンが暗殺される。それから十数年が経ってから、大統領の弟・ニックは「実行犯の一人」と名乗る男と面会し、それをきっかけにニックは事件の首謀者を探し始める。キーガンの父はその財力で選挙戦を動かした過去があった。ニックは父の伝手を頼りながら、関係者の証言を集めていく。

## スタッフ
- 監督： ウィリアム・リチャート
- 製作： フレッド・カルーソ
- 原作： リチャード・コンドン
- 脚本： ウィリアム・リチャート
- 撮影： ヴィルモス・ジグモンド
- 音楽： モーリス・ジャール

## 出演
- ニック・キーガン：ジェフ・ブリッジス
- キーガンの父：ジョン・ヒューストン
- ジョン・セルッティ：アンソニー・パーキンス
- ジョー・ダイアモンド：イーライ・ウォラック
- Z・K・ドーソン：スターリング・ヘイドン
- キース：三船敏郎
- エマ・キーガン：ドロシー・マローン
- ケイフィッツ：リチャード・ブーン
- アーサー・フレッチャー：ジョー・スピネル
- イヴェット・マローン：ベリンダ・バウアー
- ゲームボーイ・ベイカー：ラルフ・ミーカー
- マイルズ・ガーナー：デヴィッド・スピルバーグ
- キャプテン・ヘラー：ブラッド・デクスター
- 美女：エリン・グレイ
- 美女：カミラ・スパーヴ
- ローラ・コマンテ：エリザベス・テイラー（ノンクレジット）
- ティム・キーガン大統領：ジョン・ウォーナー（ノンクレジット）